# Silvano Téllez

Silvano Téllez Pacheco (nacido el 16 de noviembre de 1947 en San José Iturbide, Guanajuato), es un futbolista mexicano retirado que jugaba en la posición de delantero, inició su carrera como amateur jugando en el Barrio de Santa Ana, uno de los más antiguos de la ciudad de Querétaro, es ahí donde comienza su carrera goleadora, posteriormente empieza su carrera semiprofesional en el club de Tercera División de la Fábrica Textil La Concordia. Ya como profesional defendió la camiseta del Querétaro FC desde el 27 de junio de 1967 —año en el que debutó en un partido contra el Puebla— hasta la fecha de su retiro el 12 de octubre de 1977, siempre vistiendo los colores del mismo club con el cual hizo historia como su mejor delantero debido a sus 300 goles, todos en la extinta Segunda División del Fútbol mexicano. Fue seleccionado nacional de la Segunda División desde 1970 hasta 1974.
Estuvo a punto de ser fichado por el Guadalajara en el año 1973, llegando inclusive a jugar un partido amistoso con dicho Club en contra del Atlético Potosino en el cual anotó un gol que le valió jugar en la pretemporada con el "rebaño sagrado", sin embargo sus aspiraciones se vieron truncadas debido a un problema administrativo entre ambas directivas que no se pusieron de acuerdo en los detalles del traspaso, teniendo que regresar a la ciudad de Querétaro para concluir su carrera como futbolista en el club que lo vio nacer como profesional con tan solo veintinueve años de edad
Ya retirado, el último juego en el que participó ocurrió a las 20:30 horas del sábado 29 de octubre de 1977, homenajeado junto a Enrique Borja en el partido de Gallos Blancos contra América "con todas sus estrellas" (cómo fue anunciado en la publicidad del evento). Con un Estadio Municipal lleno hasta las lámparas, anotando el único gol por parte de los locales y siendo despedido por el aplauso ensordecedor de la afición, así cerró su carrera el inolvidable para el colectivo queretano: "Gallo de Oro" Silvano Téllez Pacheco.

## Homenaje
El sábado 17 de marzo de 2012 recibió un merecido homenaje por su amor a la camiseta y por las alegrías que brindó a la gente queretana con sus 300 goles siendo artífice también del ascenso del equipo a Segunda División.